# Meteugoa fasciosa
Meteugoa fasciosa är en fjärilsart som beskrevs av Rothschild och Jordan 1901. Meteugoa fasciosa ingår i släktet Meteugoa och familjen björnspinnare. Inga underarter finns listade i Catalogue of Life.